# Alte Averserstrasse
Die Alte Averserstrasse ist ein jüngerer historischer Verkehrsweg im Schweizer Kanton Graubünden zwischen der Roflaschlucht an der Grenze zum Schams und Juf im Avers; sie ist mit der Signalisationsnummer 757 eine von 290 lokalen Wanderrouten von SchweizMobil.

## Geschichte
Die Strasse wurde als letzte Erschliessungsstrasse im Kanton Graubünden erstellt, nachdem alle anderen Täler schon mit «Commercialstrassen» erschlossen waren. Im Jahre 1893 war die Strasse bis zur Valle-di-Lei-Brücke oberhalb von Innerferrera in Bau. Während der Bauzeit mussten Fussgänger auf die andere Seite des Flusses wechseln. 
Vor und während des Baus der Strasse war das ganze Madris und die obere Averser Talschaft zur Versorgung auf das italienische Chiavenna ausgerichtet. Viele Waren wurden über den 2649 m hohen Madrisberg (heute Bochetta di Lägh) oder den Passo del Lago herbeigeschafft. Die Post wurde vom Postboten zu Fuss nach Cresta gebracht, und Pakete über fünf Kilogramm blieben in Andeer liegen, wo sie vom avisierten Empfänger abgeholt werden konnten.
Durch den Bau der Strasse und die neue, einfachere Versorgung bildete sich ein neuer Warenverkehr in umgekehrter Richtung, wobei Tabak, Schokolade, Kaffee und Zucker geschmuggelt wurden.
Die Commercialstrasse von 1895, die seit dem Bau einer modernen Kantonsstrasse aufgegeben worden war, wurde vom Verein Alte Averserstrasse einschliesslich der Kunstbauten, wie z. B. mehreren Natursteinbrücken, in jahrelanger Arbeit instand gesetzt und 2005 für den Langsamverkehr freigegeben. Der «Walserweg Graubünden», ein Fernwanderweg von San Bernardino nach St. Antönien und ins Montafon, der über 300 Kilometer hinweg den Spuren der Walser im Kanton Graubünden folgt, benützt auf den Etappen 8 und 9 die Alte Averserstrasse, obwohl sie deutlich jünger ist als die erste Besiedelung durch die Walser.
Im Januar 2010 erhielt die Alte Averserstrasse den zweiten Platz bei der Verleihung des «Prix Rando», mit dem originelle, innovative und qualitativ hochwertig erarbeitete Wanderwege ausgezeichnet werden.

## Bilder

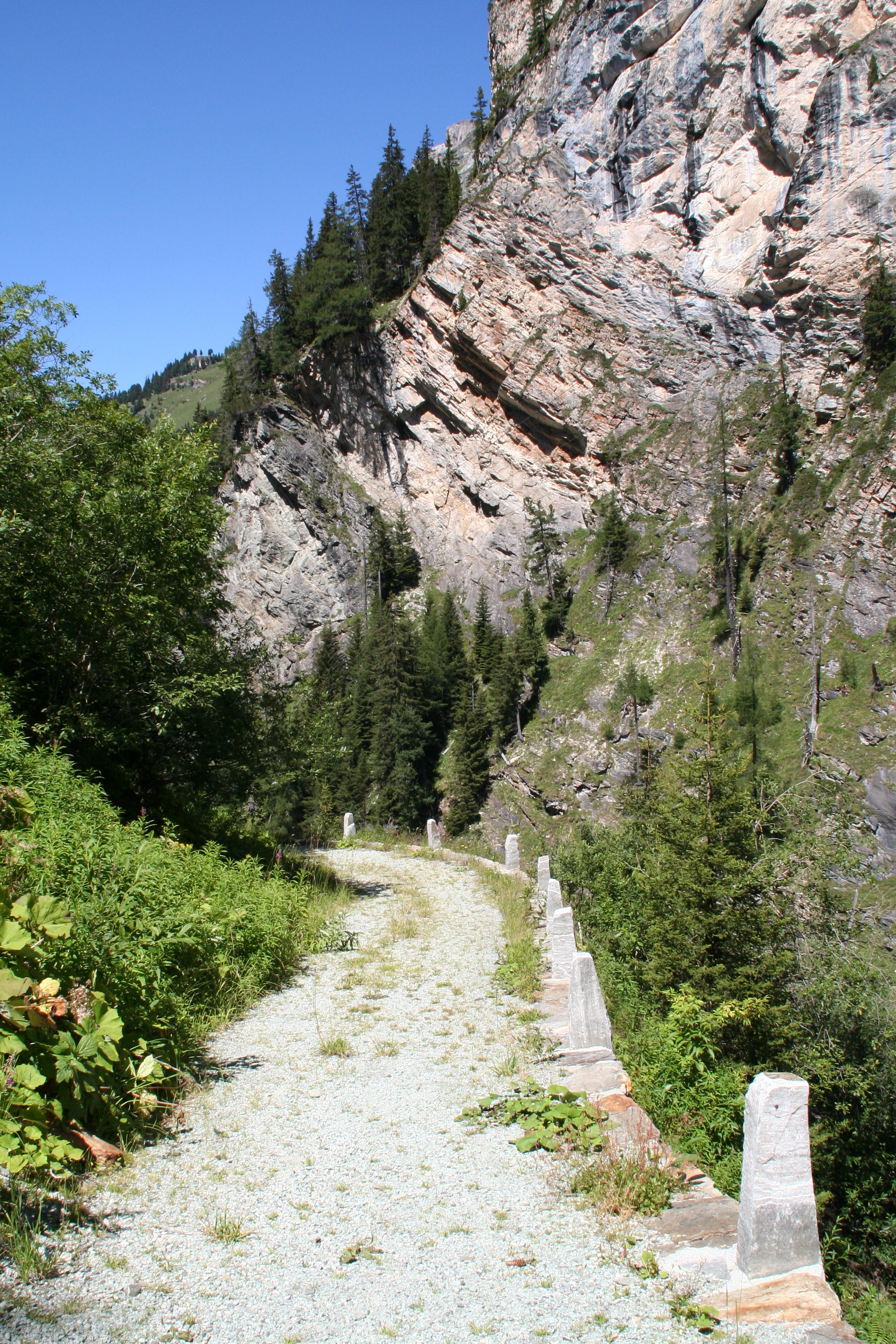
Alte Strasse unterhalb der neuen Strasse
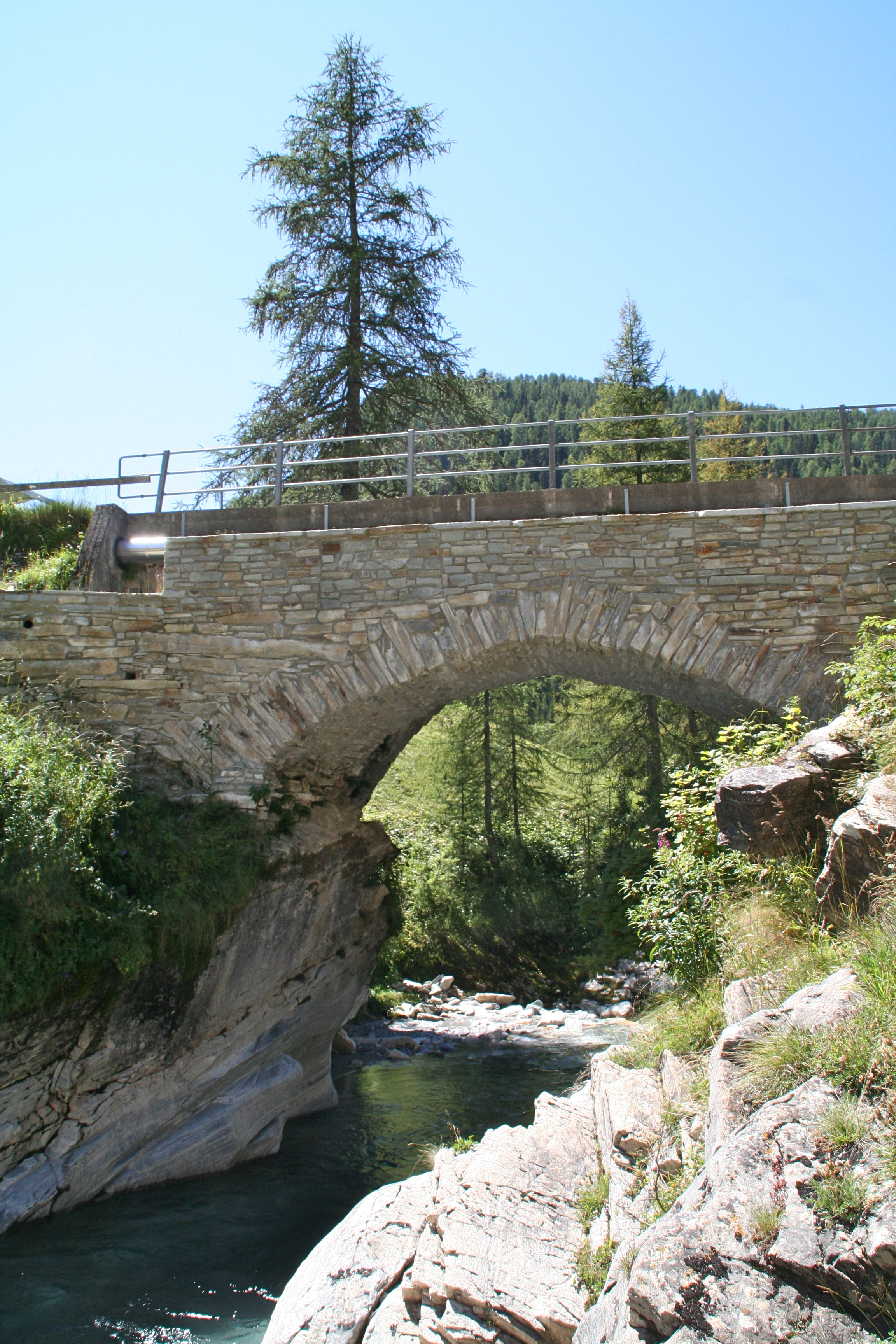
Brücke in Avers Cröt
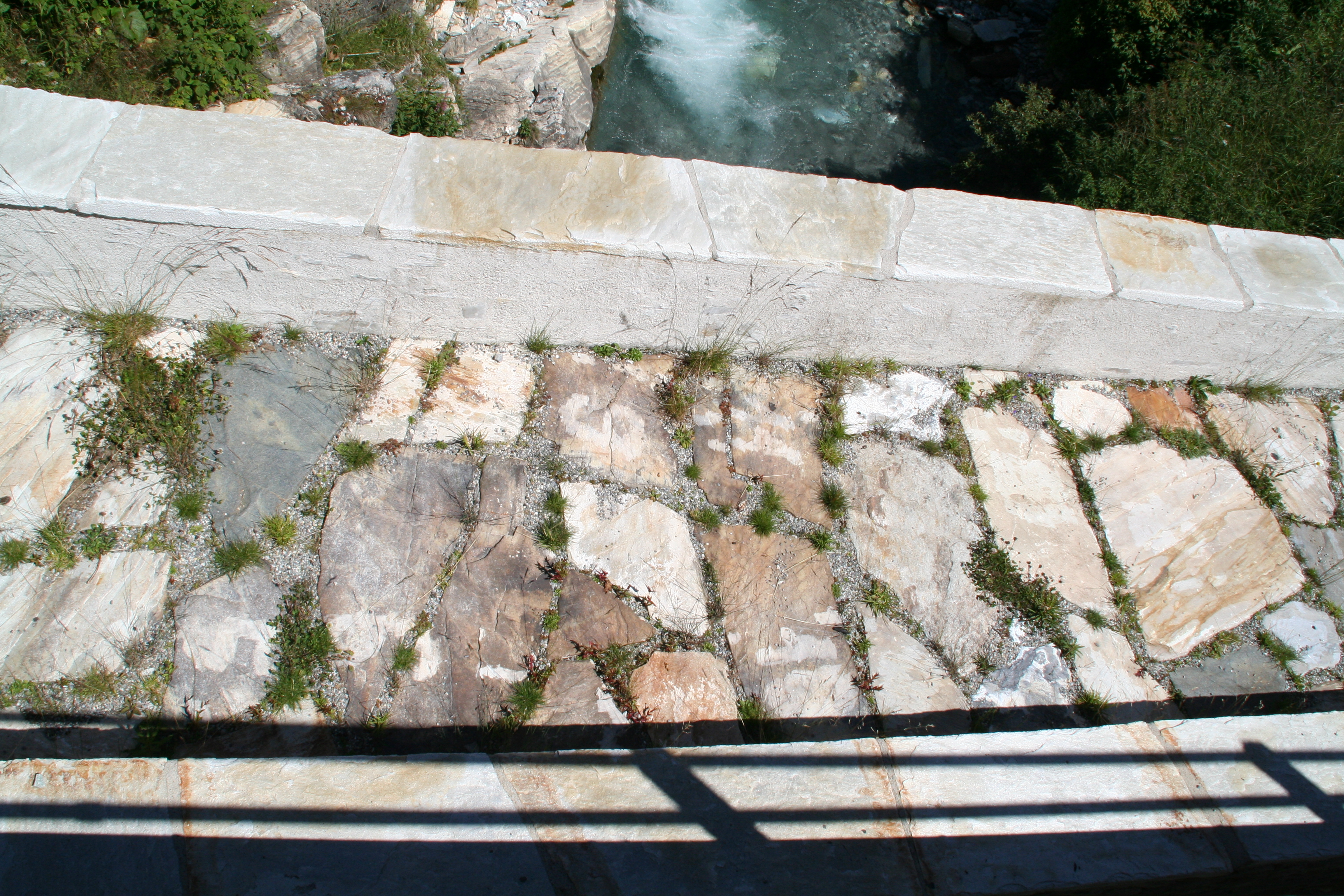
Brücke in Cröt, Belag aus Calzit
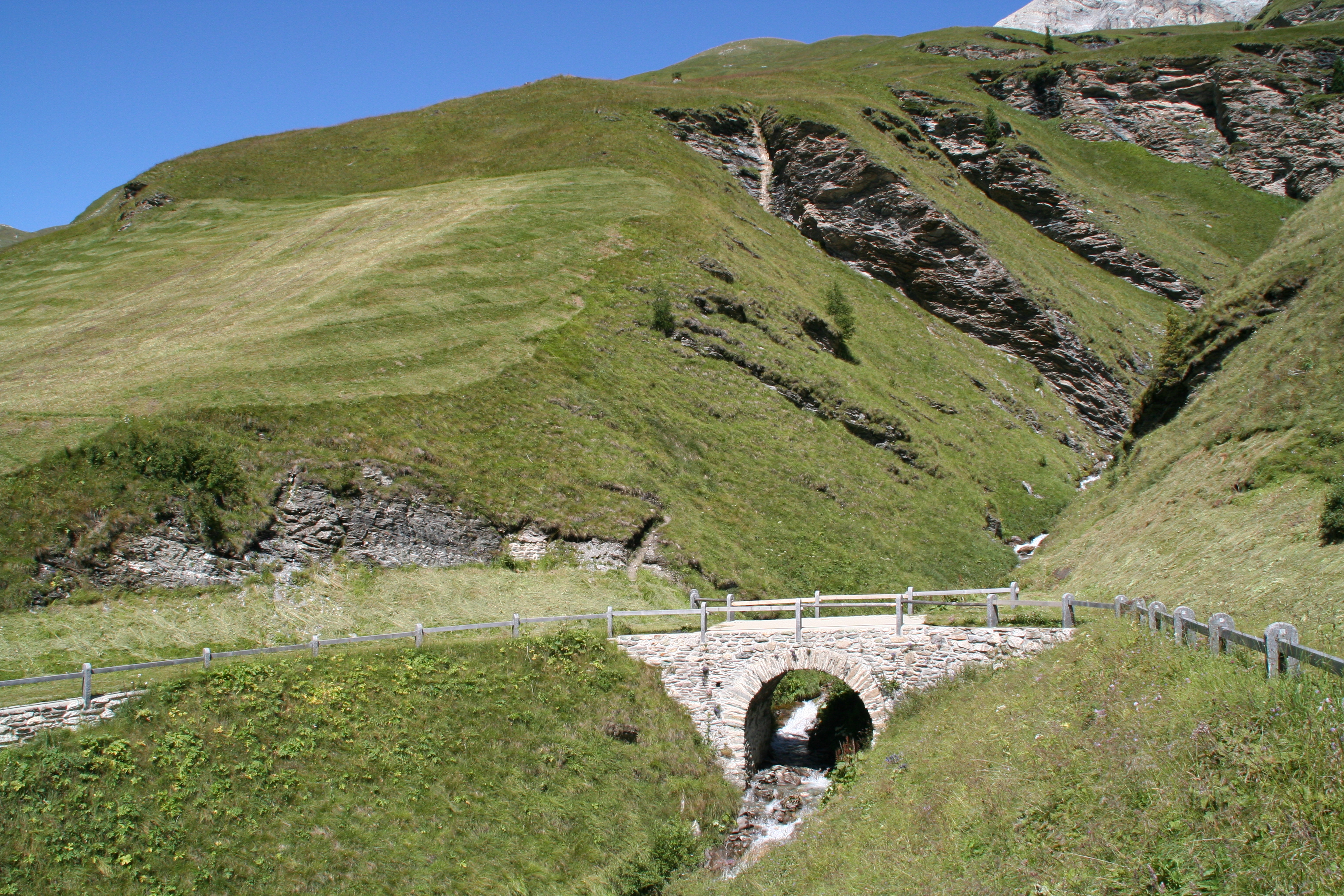
Brücke bei Avers Cresta
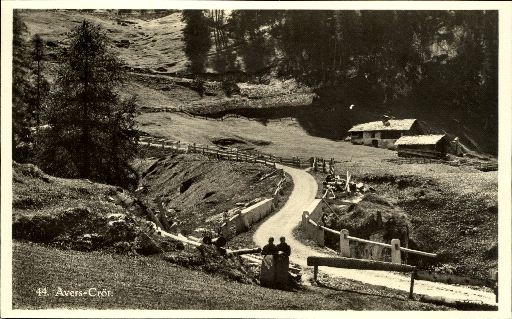
Alte Averserstrasse bei Avers Cröt, ca. 1900